# پسر شرقی
پسر شرقی فیلمی نیمه‌بلند به کارگردانی مسعود کیمیایی محصول سال ۱۳۵۴ است.

## داستان
چند بچه محل برای فرستادن بادبادکی به آسمان به دو دسته تقسیم می‌شوند. دسته اول با خوشحالی پرواز بادبادک را نگاه می‌کنند ولی دسته دوم در تلاشند که که آن را پایین بکشند. بادباک از نخی که به آن متصل است، جدا می‌شود و اندوه ناشی از رفتن بادبادک نخستین دلیل با هم بودن دو دسته می‌شود.